# Alessandra Di Sanzo
Alessandra Di Sanzo (Gattico, 26 agosto 1969) è un'attrice italiana, nota per aver interpretato Mery nei film di Marco Risi Mery per sempre e Ragazzi fuori.

## Biografia
Nasce a Gattico, provincia di Novara, da una famiglia proveniente da Rotonda, provincia di Potenza. All'età di undici anni, si trasferisce con i genitori nel loro comune d'origine. Verso la seconda metà degli anni ottanta lascia il comune lucano del quale, nonostante la mentalità provinciale, ha dichiarato di conservare bei ricordi e di non aver avuto particolari problemi per la sua identità. Una zia la porta con sé a Roma, dove lavora come apprendista parrucchiera in via del Corso, e lì viene notata da Marco Risi e Massimo Ferrero, e tramite l'agenzia Caracciolo, alla quale viene introdotta da Luciano Salce, fa il provino con Marco Risi per la pellicola Mery per sempre (1989), tratto dall'omonimo romanzo di Aurelio Grimaldi, e viene scelta a pochi giorni dall'inizio delle riprese tra molti candidati per interpretare il ruolo di Mery, una giovane transessuale palermitana dedita alla prostituzione, che finisce in un carcere minorile, ruolo che rivestirà anche nel sequel Ragazzi fuori (1990), sempre di Risi.
Continua il percorso artistico prendendo parte assieme agli altri ragazzi del dittico di Marco Risi al videoclip del brano di Pierangelo Bertoli e Fabio Concato Chiama piano, girato nel 1990 a Milano, e interpretando un ruolo minore nel film televisivo del 1991 Errore fatale, con Patricia Millardet. Nel 1992 con il nome di Ale Di Sanzo debutta invece a teatro, con il musical Backstage - Il grande sogno, in scena al Teatro Nuovo di Milano diretto da Giorgio Gallione in collaborazione con Marco Sciaccaluga, scritto da Gianni Minà e dall'ideatore Shel Shapiro, autore anche delle musiche e delle canzoni, su testi di Sergio Bardotti.
Divenuta Alessandra, nell'estate 1993 viene chiamata dallo stilista Egon von Fürstenberg per indossare in passerella un abito da sposa: non mancano le polemiche, ma questa vicenda le porta della nuova popolarità. Alessandra tenta anche l'avventura canora, presentando una canzone alla commissione del Festival di Sanremo del 1994, ma non viene ammessa. Sempre con il nuovo nome prende parte ad ulteriori film, come i cinematografici Le buttane (1994), di Aurelio Grimaldi (film da lei amato maggiormente, tra tutti quelli a cui ha preso parte), e Ragazzi della notte (1995), di Jerry Calà; ritorna in seguito sul piccolo schermo, interpretando film televisivi come La tenda nera, con Luca Barbareschi (tornando a essere, per un'ultima volta, Alessandro) e Il prezzo del denaro, con Massimo Ranieri.
A teatro è nel cast di La prossima volta facciamo sul serio (1995), di Harry Cauley, con Yvonne D'Abbraccio e Maurizio Casagrande, anche regista, e di Festa d'estate per sole donne (1996), con Marina Suma, del regista Enrico Maria Lamanna; entrambi i lavori vengono portati in scena a Roma. In questo periodo inizia a occuparsi, avvantaggiata dal fratello Francesco, professionista del mestiere, di doppiaggio e edizioni italiane di cartoni animati; sua la voce di Lucifero nel film di animazione I Cavalieri dello zodiaco: L'ultima battaglia.
Dopo svariati anni di assenza dalle scene, passati a lavorare in una casa editrice di Bologna, torna ad apparire: lo fa con un piccolo ruolo nella miniserie televisiva Vita da paparazzo, di Pier Francesco Pingitore (2008), e nel film cinematografico I picciuli (2009), assieme ad alcuni membri del cast del dittico di Marco Risi. In seguito esce nuovamente dal mondo dello spettacolo, e nel 2010 lavora in un asilo infantile.
Le sue ultime apparizioni televisive risalgono al 2011 quando rilascia per i microfoni di Verissimo un'intervista e nel 2015 quando la vediamo protagonista della trasmissione Né arte né parte con altri interpreti dei film che l'hanno resa celebre per festeggiare il 25º anniversario del film Ragazzi fuori..
Nel 2022 appare nel film Vera di Tizza Covi e Rainer Frimmel, vincitore del Premio Orizzonti per la migliore regia al Festival di Venezia 2022.

## Filantropia
Animalista e ambientalista, nel 2017 ha pubblicato un video su Facebook in cui si oppone alla riapertura della Centrale del Mercure, tra Calabria e Basilicata, accusata di impattare notevolmente l'ecosistema locale e ipotizzando che dietro gli incendi e l’abbattimento degli alberi che alimentano l’impianto possa esserci la 'Ndrangheta. A seguito del video, è stata minacciata telefonicamente di rimuovere il video per evitare ritorsioni. L'attrice non si è lasciata intimidire e ha pubblicato un altro video in cui ha ribadito la sua posizione.

## Filmografia

### Cinema
- Mery per sempre, regia di Marco Risi (1989)
- Ragazzi fuori, regia di Marco Risi (1990)
- Le buttane, regia di Aurelio Grimaldi (1994)
- Ragazzi della notte, regia di Jerry Calà (1995)
- Il prezzo del denaro, regia di Maurizio Lucidi (1996)
- I picciuli, regia di Enzo Cittadino e Annarita Cocca (2009)
- Vera, regia di Tizza Covi e Rainer Frimmel (2022)

#### Televisione
- Errore fatale, regia di Filippo De Luigi – film TV (1992)
- La tenda nera, regia di Luciano Manuzzi – film TV (1996)
- Vita da paparazzo, regia di Pier Francesco Pingitore – miniserie TV (2008)

#### Videoclip
- Chiama piano, di Pierangelo Bertoli e Fabio Concato (1990)

## Doppiaggio
- Lucifero ne I Cavalieri dello zodiaco - L'ultima battaglia[18]
- Black Meidon in Cutey Honey - La combattente dell'amore

## Teatro
- Backstage - Il grande sogno, di Gianni Minà, Sergio Bardotti e Shel Shapiro, regia di Giorgio Gallione, in collaborazione con Marco Sciaccaluga (1992)
- La prossima volta facciamo sul serio, di Harry Cauley, regia di Maurizio Casagrande (1995)
- Festa d'estate per sole donne, regia di Enrico Maria Lamanna (1996)